# Franciacorta Outlet
Franciacorta Outlet (oder auch Franciacorta Outlet Village) ist ein Outlet-Center in der Lombardei am südlichen Rand der Gemeinde Rodengo-Saiano. Das 2003 eröffnete Areal wurde 2006 mit seinem südlichen Ast erweitert und hat heute eine Verkaufsfläche von 33.000 m². Mit vier Millionen Besuchern gehörte es 2013 zu den größten derartigen Einrichtungen in Italien.

## Lage und Angebot
Das Center befindet sich am südöstlichen Rand der Gemeinde Rodengo-Saiano an der Ausfallstraße SPB S510 in Richtung Brescia und nahe der A4 (Mailand–Bergamo–Verona). Es ist mit öffentlichen Verkehrsmitteln nicht angebunden, es gibt aber morgens und abends einen Shuttlebus von/nach Mailand und Verona. Von dem zentralen Piazza Cascina Moie gehen zwei organisch geformte, an Mittelaltergassen erinnernde zum Himmel offene Ladenpassagen in westliche und südliche Richtung ab. Etwa 160 Fachgeschäfte mit einheitlichen Öffnungszeiten von zehn bis zwanzig Uhr – darunter 10 gastronomische Betriebe – sind unter den Dächern vereint. In erster Linie finden sich in Franciacorta Outlet italienische und internationale Modemarken, aber auch Schuhe, Kosmetik und Accessoires.